# Os Patinhos
Os Patinhos é o nome com que ficou conhecido um pequeno filme de animação transmitido pela RTP1 no ano de 1998 e que veio substituir as películas da série de animação Boa noite, Vitinho!. Os personagens que apareceram na película animada granjearam grande sucesso no espaço televisivo tendo permanecido em antena até 2005, e para lá dessa data, nos canais temáticos da RTP.
Os personagens deram origem a diverso merchandising apoiado na sua imagem.
Os Patinhos foram criados por Rui Cardoso, e o sucesso do filme deveu-se em larga medida à música de Paulo Curado na sua adaptação de um clássico da música popular.
Atualmente, o personagem pertence ao estúdio de animação Toonelada. 